# Albert von Rauch
Pour les articles homonymes, voir Rauch.
Albert Gustav Guido von Rauch (né le 21 août 1829 à Berlin et mort le 28 janvier 1901 dans la même ville) est un général d'infanterie prussien.

## Biographie

### Origine
Albert von Rauch est le fils du ministre prussien de la guerre, citoyen d'honneur de Berlin (de) et général d'infanterie Gustav von Rauch et de sa seconde épouse Rosalie, née von Holtzendorff (1790-1862). Son grand-père est le général de division Bonaventura von Rauch.
Ses frères sont le général de cavalerie Gustav Waldemar von Rauch et l'Oberestallmeister prussien Fedor von Rauch. Son demi-frère est le maréchal de cour et chambellan Adolf von Rauch, sa sœur Rosalie comtesse de Hohenau, est l'épouse morganatique du prince Albert de Prusse, le plus jeune frère du roi Frédéric-Guillaume IV et de l'empereur Guillaume Ier.

### Carrière militaire
Rauch étudie à l'école de sa ville natale, puis aux maisons des cadets de Potsdam et de Berlin. Il est ensuite affecté le 22 avril 1847 comme sous-lieutenant au 1er régiment à pied de la Garde de l'armée prussienne à Potsdam et est classé en 1850 sur le budget du régiment. En 1855, il devient adjudant de école des sous-officiers de Potsdam. À la demande personnelle du prince Frédéric-Charles de Prusse, avec qui Rauch est ami depuis sa jeunesse, il est nommé adjudant de la 1re division de la Garde en août 1857. Il devint capitaine à la fin du mois de mai 1859 et prend en charge en juin 1860 la 10e compagnie du 1er régiment à pied de la Garde. De juillet à septembre 1864, Rauch est brièvement chargé de remplacer le commandant de l'école de sous-officiers de Juliers. Pendant la guerre contre l'Autriche en 1866, il agit en tant que commandant du quartier général de la 2e armée sous son commandant suprême, le prince héritier Frédéric-Guillaume de Prusse.
Après la fin de la guerre, Rauch est promu major et nommé commandant de l'école des sous-officiers de Potsdam, servant dans son régiment à la suite. Fin février 1868, il est relevé de ses fonctions, réaffecté à son régiment et transféré à l'état-major. Dans la guerre contre la France en 1870/71, Rauch dirige le 3e bataillon du 1er régiments de la Garde de la Landwehr aux sièges de Strasbourg et de Paris et aux batailles de Noircourt, La Malmaison et Droué. Décoré de la croix de fer de 2e classe Rauch devient, après la paix de Francfort en juin 1871, commandant du 2e bataillon du 1er régiment à pied de la Garde. Promu lieutenant-colonel à ce titre à la mi-août 1871, Rauch reçoit la croix de fer de 1re classe fin septembre et devient commandant du bataillon d'infanterie d'instruction début février 1872. En tant que colonel, il est nommé le 12 décembre 1873 la direction du 109e régiment de grenadiers (de) à Karlsruhe. Du 14 février 1874 au 2 février 1880, il commande cette unité et devient ensuite, avec sa promotion au grade de général de division, commandant de la 41e brigade d'infanterie à Mayence. Début août 1884, il est envoyé à Hanovre pour remplacer le commandant de la 19e division d'infanterie en congé. Peu de temps après, Rauch est nommé commandant de division avec la promotion au grade de lieutenant général le 4 septembre 1884 et est décoré de l'ordre de la Couronne de 1re classe le 5 mai 1888. En approbation de sa demande de départ, Rauch est mis à disposition le 2 août 1888 avec la pension légale.
En même temps, il succède à son frère le général der Kavallerie Gustav Waldemar von Rauch comme chef de la gendarmerie d'État royale prussienne à Berlin. Dans cette position, il doit porter les insignes de service actif et continue à figurer sur les listes de classement. À la mi-août 1889, Rauch reçoit le caractère de général d'infanterie et en avril 1897, à l'occasion de son 50e anniversaire de service, le brevet pour ce grade. Avec l'attribution de la Grand-croix de l'ordre de l'Aigle rouge avec feuilles de chêne, épées et couronne, Rauch est relevé de ses fonctions de chef de la gendarmerie d'État le 25 août 1897.
Il est enterré au cimetière des Invalides de Berlin. Sa tombe n'a pas été conservée.

### Famille
Rauch se marie le 18 mai 1866 à Potsdam avec Elisabeth von Bismarck (née le 17 janvier 1845 à Potsdam et morte le 19 novembre 1923 à Berlin). Elle est la fille du major Klaus von Bismarck et de Constanze von Schleinitz (de).
Le mariage donne naissance à quatre enfants:
- Rosalie (Rose) (1867-1945), chanoinesse à l'abbaye de Zehdenick (de)[1]
- Friedrich Wilhelm (de) (1868-1899), premier lieutenant au 1er régiment à pied de la Garde, gouverneur militaire et précepteur des fils de l'empereur Guillaume II et l'impératrice Augusta-Victoria
- Sophie (Sonny) (1872-1945)
- Léopold (1876-1955), coloneldans le grand état-major (chef du département des armées étrangères (de))  marié en 1914 avec Olga von Bismarck (1881–1958), fille du général de division Ulrich von Bismarck (de) et de son épouse Olga née von Gersdorff.